# Şərur (Rayon)
Şərur ist ein Rayon in Aserbaidschan in der Autonomen Republik Nachitschewan. Die Hauptstadt des Bezirks ist die Stadt Şərur.

## Geografie
Der Bezirk hat eine Fläche von 852 km² und grenzt im Nordosten an Armenien. Im Rayon, der am Südhang des Kleinen Kaukasus liegt, gibt es mehrere Mineralquellen, Gips- und Kalksteinvorkommen.

## Bevölkerung
Der Rayon hat 117.900 Einwohner (Stand: 2021). 2009 betrug die Einwohnerzahl 102.100, diese verteilen sich auf 65 Dörfer.

## Wirtschaft
Die Region ist landwirtschaftlich geprägt. Es werden vor allem Wein, Getreide, Tabak und Gemüse angebaut.

## Kultur
Im Bezirk liegen mehrere antike Städte und Befestigungsanlagen. In der Höhle von Gazma finden sich Zeugnisse steinzeitlicher Besiedlung. In der früher bedeutenden Siedlung Yengijar befinden sich noch heute alte Moscheen, teilweise verlassene Bäder und ein kleiner Basar.